# دمچه‌ای‌ها
دمچه‌ای‌ها، سسک‌های دمچه‌ای یا کج‌نوک‌ها (نام علمی: Sylvietta) نام یک سرده از خانواده سسکیان است.